# 청주 안심사 법고
청주 안심사 법고(淸原 安心寺 法鼓)는 충청북도 청주시 서원구, 안심사에 있는 조선시대의 법고이다. 2012년 7월 6일 충청북도의 유형문화재 제344호로 지정되었다.

## 개요
법고는 통나무 내부를 파내 이음이 없이 제작하였고, 법고의 양쪽 북면(가죽)중 1면은 소실되고, 1면은 파손된 상태로 남아 있으며, 측면에 문양은 화재로 그을려서 보이지 않으며, 측면에 3개의 쇠고리와 가죽을 고정시킨 쇠못은 본래의 형태로 남아 있다.
법고 안쪽에 묵서로 ‘만력이십구년신축(萬曆貳拾玖年新築)’이라는 표기로 보아 1601년(선조 34년)에 제작된 것을 알 수 있고 법고의 제작기법과 당시의 불교문화를 추정할 수 있는 귀중한 문화재 자료이다.

## 참고 자료
- 청주 안심사 법고 - 국가유산청 국가유산포털